# Ögonsköldpadda
Ögonsköldpadda (Morenia ocellata) är en sköldpaddsart som beskrevs av Duméril och Bibron 1835. Ögonsköldpadda ingår i släktet Morenia och familjen Geoemydidae. IUCN kategoriserar arten globalt som sårbar. Inga underarter finns listade i Catalogue of Life.

## Kännetecken
Ögonsköldpaddan är en liten sköldpadda med domformad olivfärgad, mörkt brun eller gråsvart ryggsköld (carapax). På ryggsköldens ryggplåtar och sidoplåtar finns karaktäristiska ögonliknade fläckar med ett mörkt centrum omgivet av en ljusare gul ring och mörk kant. Detta kännetecken är det som har givit arten dess artepitet ocellata (jämför det latinska ordet "ocellus" som betyder "litet öga"). Fläckarna är tydligast hos unga sköldpaddor. Ryggsköldens längd, carapaxlängd, är hos fullvuxna sköldpaddor upp till 23,9 cm för honor och 13,5-15 cm för hanar. Bukskölden (plastron) är gul, med en variation i nyans från ljust gul till mörkt gul.
Sköldpaddans huvud är olivfärgat eller mörkt gråbrunt och relativt litet med en kort och något spetsig nos. På huvudet finns två mer framträdande gula strimmor, en strimma som går från nosens spets över ögat mot nacken och en strimma som går från bakom ögat mot nacken. Benen är olivfärgade eller brunaktiga.
Vid en jämförelse mellan hona och hane så är förutom hanens mindre storlek en skillnad att hanarna har en mer konkav buksköld än honorna. En annan skillnad är att hanarna har större svans än honorna och att hanarnas ryggsköld är mindre domformad, det vill säga inte lika högt välvd som honornas ryggsköld.

## Utbredning
Arten förekommer i Myanmar.

## Ekologi
Kunskapen om ögonsköldpaddans naturliga liv och ekologi är ännu liten, men dess habitat har uppgetts omfatta översvämmande fält, som risfält, vattendrag, dammar och långsamt rinnande floder. Äggläggning och bobygge sker mellan september och april, under torrsäsongen i Burma. Honorna uppges lägga kullar med 5-8 eller 10-15 ägg.

## Hot mot arten
Ögonsköldpaddan har traditionellt samlats in i stort antal för att säljas på marknader som mat. Sådan insamling finns dokumenterad sedan åtminstone 1868 från Bago och Tenasserim, där arten vid mitten på 1800-talet rapporterades vara mycket vanlig. 1989 uppgavs arten fortfarande vara mycket vanlig i Rangoons tempeldammar, dock kan sköldpaddorna i tempeldammarna ha samlats in på olika håll i Burma och förts till Rangoon av pilgrimer, varför det av den uppgiften inte går att avgöra hur vanlig sköldpaddan var i det vilda. Under åren 1996 och 1997 såldes under högsäsongen 10 ton av sköldpaddan per dag på marknader, men 1998 försvann plötsligt arten i stort sett helt från marknaderna. Lokal konsumtion i Burma och en viss export för konsumtion från Burma till Kina finns rapporterad från 2000-talet.
En mindre insamling av vilda sköldpaddor för försäljning som sällskapsdjur har också förekommit. Denna insamling ansågs ha försumbar betydelse 1979, men från 1990-talet kan den fått större betydelse.
IUCN kategoriserar ögonsköldpaddan som en sårbar art och den är upptagen i den internationella skyddslistan CITES appendix I. I Burma är arten också skyddad enligt landets viltlag från 1993 och fiskelag från 1994.